# Euphoria chontalensis
Euphoria chontalensis är en skalbaggsart som beskrevs av Bates 1889. Euphoria chontalensis ingår i släktet Euphoria och familjen Cetoniidae. Inga underarter finns listade i Catalogue of Life.